# Dischidia ericiflora
Dischidia ericiflora är en oleanderväxtart som beskrevs av Odoardo Beccari. Dischidia ericiflora ingår i släktet Dischidia och familjen oleanderväxter. Inga underarter finns listade i Catalogue of Life.